# Карта с магнитной полосой

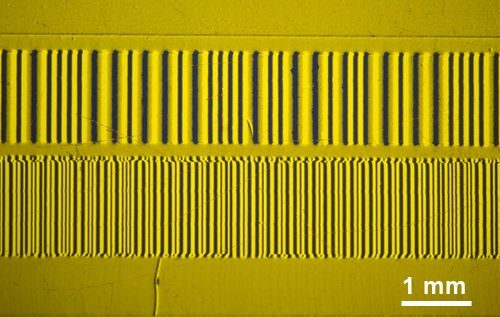
Магнитная лента. Изображение получено с помощью CMOS-MagView

Карта с магнитной полосой — тип карт, отличающийся наличием магнитной полосы. Магнитная полоса предназначена для хранения какой‑либо информации. Запись информации выполняется путём намагничивания крошечных частиц, находящихся на поверхности полоски и содержащих железо (магнитный материал). Чтение информации выполняется путём проведения полосы по магнитной головке.
В настоящее время физические свойства карт (геометрические размеры карты и магнитной полосы, расположение магнитной полосы на карте, гибкость карты, магнитные характеристики полосы) и формат данных, хранимых на полосе, регламентируются международными стандартами, изданными организацией ISO. Список стандартов: ISO/IEC 7810, ISO/IEC 7811, ISO/IEC 7812, ISO/IEC 7813, ISO 8583 и ISO/IEC 4909. Стандарты также описывают процедуру распределения диапазонов номеров платёжных карт между разными финансовыми институтами.

## История
Принцип магнитной записи на стальную проволоку был предложен и реализован ещё в конце XIX века. Магнитная запись цифровых данных была изобретена в 1950-х годах; данные записывались на пластиковую ленту, покрытую оксидом железа. В 1960 году фирма IBM по договору с правительством США разрабатывала технологии для безопасного хранения данных на пластиковых картах.

## Магнитная полоса

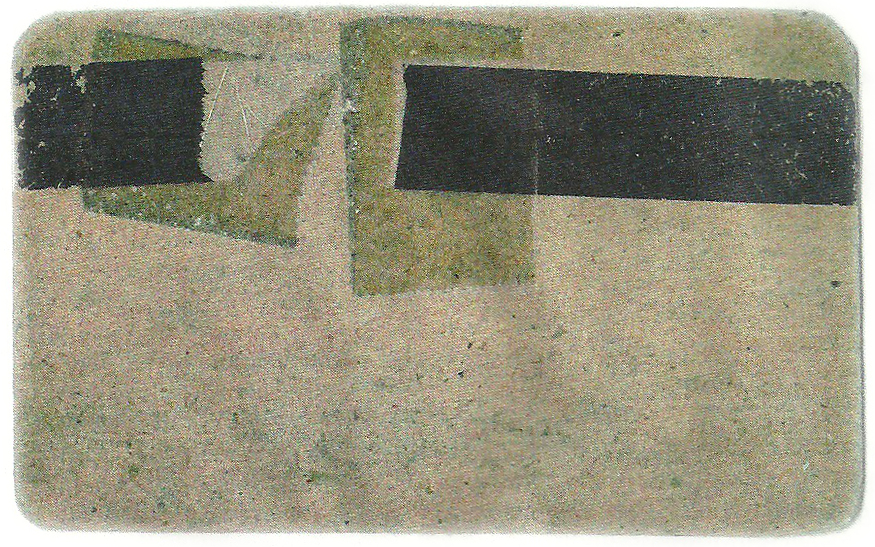
Первый прототип карты, оснащённой магнитной полосой. Создан фирмой IBM в 1960 году. Целлофановая магнитная лента фиксируется на кусочке картона с помощью клейкой ленты

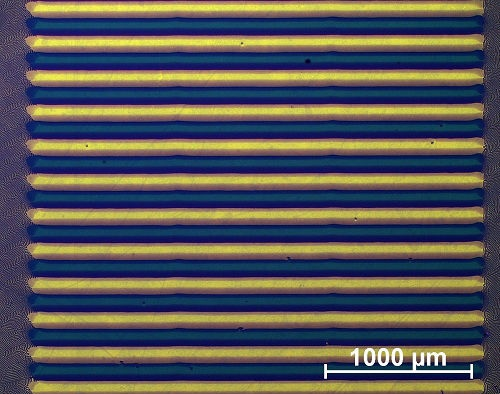
Магнитная полоса. Изображение получено с помощью CMOS-MagView

В 1960‑м году фирма IBM по заказу правительства США разрабатывала способ надёжного и безопасного хранения информации на пластиковых картах. Штрих-коды и перфорация не обеспечивали необходимой для банковских карт плотности хранения информации и были исключены. Информацию решили хранить на магнитном носителе.
Магнитные носители были известны со времён Второй мировой войны и применялись для хранения информации в компьютерах, появившихся в 1950-х годах.
Инженер Forrest Parry, работавший в лаборатории фирмы IBM, целый день пытался приклеить магнитную полосу к пластиковой карте. От действия клея полоса деформировалась, и прочитать информацию было невозможно. Вечером инженер вернулся домой и поделился неудачами со своей женой. Жена гладила одежду и предложила инженеру вплавить полосу в пластик при помощи утюга. Инженер провёл испытания — метод оказался удачным. Разогретый утюг расплавил верхний слой пластиковой карты. Адгезия между пластиком и полосой оказалась достаточной для сцепления этих материалов.
Для перехода к массовому использованию магнитных полос на пластиковых картах требовалось:
- разработать международные стандарты, описывающие способы записи и чтения, формат данных и др.;
- провести испытания на рынке;
- построить заводы для массового производства карт;
- создать инфраструктуру для обслуживания карт.

Эти шаги осуществлялись с 1966 по 1975 годы под руководством Джерома Свигэлса — инженера отдела «Advanced Systems» фирмы IBM в городе Los Gatos, California.
В большинстве карт магнитная полоса содержит плёнку, похожую на пластик.
Магнитная полоса имеет ширину 9,52 мм и располагается на расстоянии 5,66 мм от края карты.
Полоса разделена на три дорожки. Ширина дорожки — 2,79 мм. Обычно на один дюйм длины 1‑й и 3‑й дорожек приходится 210 бит (плотность записи; в системе СИ — 8,268 бит/мм). Плотность записи информации на 2‑й дорожке — 75 бит/дюйм (2,953 бит/мм).
Каждая дорожка может содержать[уточнить] 7‑битовые буквенно-цифровые символы и 5‑битовые цифровые символы.
Формат данных, хранящихся на 1‑й дорожке, создан международной ассоциацией воздушного транспорта (авиапромышленностью). Формат данных, хранящихся на 2‑й дорожке, создан организацией «Объединение банкиров америки» (American Bankers Association) (банками). Формат данных, хранящихся на 3‑й дорожке, создан ссудо-сберегательной ассоциацией.
Магнитные полосы, соответствующие стандартам, поддерживаются большинством кассовых узлов, обслуживаются компьютерами общего назначения (которые могут программироваться под конкретные задачи).
Стандартам соответствуют следующие карты:
- карта ATM card[англ.];
- банковская платёжная карта (кредитная и дебетовая карты):
  - MasterCard;
  - VISA;
- подарочная карта;
- дисконтная карта;
- телефонная карта;
- визитная или клубная карточки;
- социальная карта.

Карты с магнитной полосой используются[как?] видеоиграми и развлекательными центрами.
В процессе производства на магнитные полосы записывают шум. По наличию каких‑то закономерностей в шуме (по сигнатуре шума) можно отличить оригинальную полосу от её копии. Картридер по умолчанию не выполняет считывания шумов и не вычисляет их сигнатуру, но может это делать после изменения прошивки. Сигнатура шума может использоваться для повышения безопасности платёжной системы совместно с двухфакторной аутентификацией в банкоматах, точках розничных продаж и приложениях предоплаченных карт.
Существуют и карты, не соответствующие стандартам:
- карты, служащие ключами к гостиничным номерам;
- транспортные карты для метро и автобусов;
- телефонные предоплатные карты в некоторых странах (например, в Республике Кипр; баланс хранится на карте, а не извлекается из удалённой базы данных).

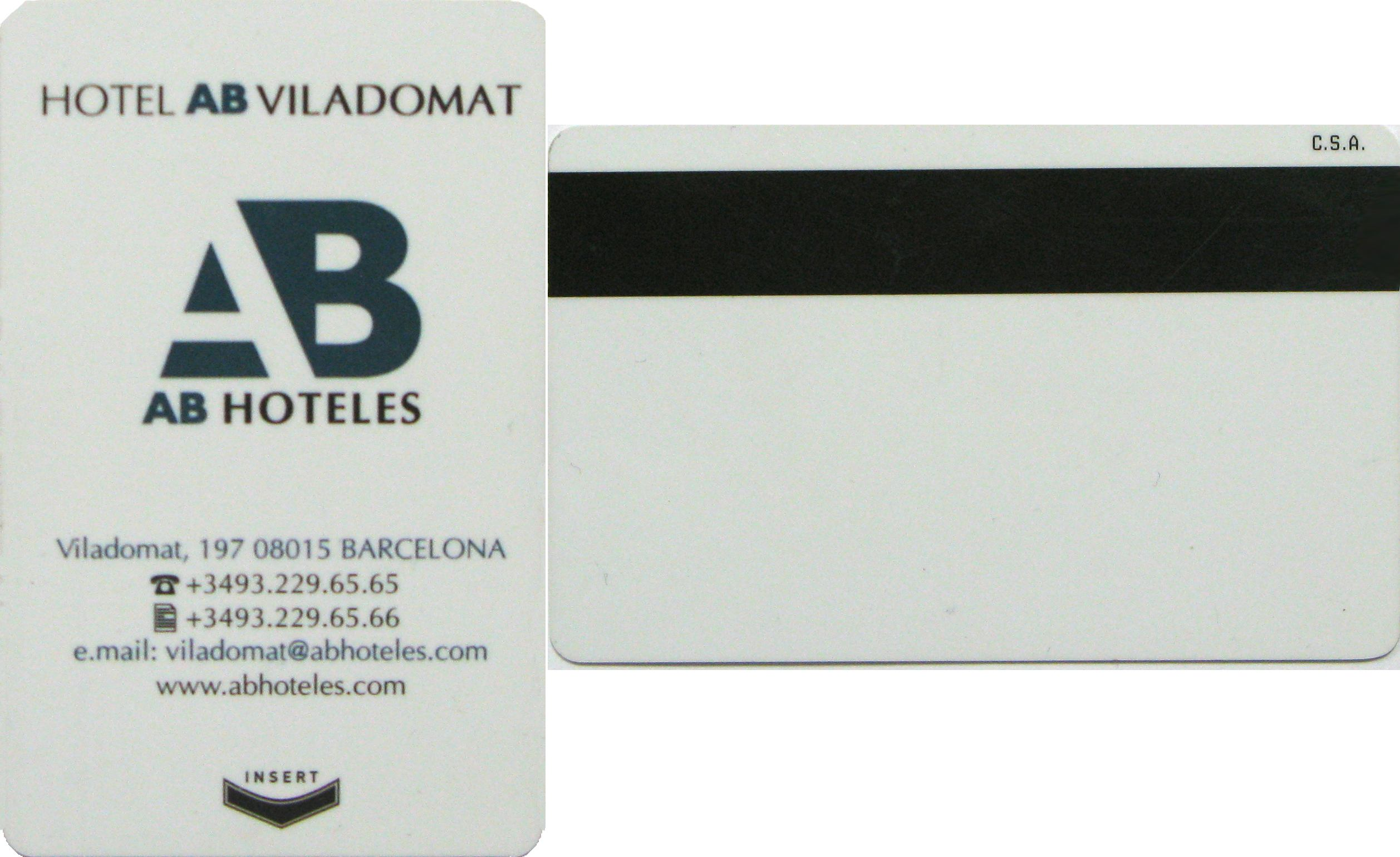
Карта с магнитной полосой, выполняющая функцию ключа от номера в гостинице Барселоны (Испания)

## Коэрцитивность магнитной полосы
Виды магнитных полос по величине коэрцитивной силы:
- полосы с высокой степенью коэрцитивности (HiCo); 4000 эрстед;
- низкокоэрцитивные (LoCo) полосы; 300 эрстед.

Нередко встречаются и магнитные полосы, имеющие промежуточные значения, например, 2750 эрстед.
Высококоэрцитивные магнитные полосы менее подвержены износу, нежели низкокоэрцитивные, поэтому их используют на картах, предназначенных для длительного и частого использования.
Для записи данных на низкокоэрцитивные магнитные полосы (по сравнению с высококоэрцитивными полосами) требуется меньшее количество энергии. Поэтому устройства записи данных на низкокоэрцитивные полосы стоят дешевле аналогичных устройств для высококоэрцитивных полос.
Кардридеры содержат:
- устройство чтения данных с карты;
- устройство записи данных на карту.

Устройство чтения способно читать информацию с магнитных полос любых видов. Устройство записи, созданное для высококоэрцитивных карт, способно записывать информацию на оба вида карт. Устройство записи, созданное для низкокоэрцитивных карт, способно записывать информацию только на низкокоэрцитивные карты, но бывают и исключения.
Замечено, что магнитные полосы с низкой коэрцитивностью окрашивают светло-коричневым цветом, а полосы с высокой коэрцитивностью — почти чёрные. Но это применимо не ко всем картам. Например, полоса кредитных карт American Express окрашена в серебристый цвет.
Данные, записанные на полосах с высокой коэрцитивностью, трудно повредить с помощью большинства распространённых магнитов. Данные, записанные на низкокоэрцитивные полосы, легко повреждаются даже при кратковременном контакте с магнитом. Например, при кратковременном контакте с магнитной застёжкой кошелька или при хранении рядом со скрепкой. По этой причине на сегодняшний день практически все банковские карты содержат высококоэрцитивные полосы, несмотря на их более высокую удельную стоимость.
Карты с магнитной полосой постепенно заменяют бумажные билеты при оплате проезда в транспорте. Полосы таких карт изготавливаются двумя способами:
- с применением магнитной суспензии пульпы (производство дешевле, но полосы более подвержены износу);
- путём нагревания фольги.

## Прочие виды карт
Смарт-карта — карта, содержащая чип (интегральную схему). Чип встроен внутрь карты и имеет видимые металлические контакты для подключения к устройству чтения.
Бесконтактная карта — карта, для чтения данных с которой карту не требуется вставлять в устройство чтения. Данные хранятся либо на магнитной полоске, либо на чипе RFID. Чтение выполняется с помощью магнитного или электромагнитного поля и возможно только на коротких дистанциях.
Гибридная карта — карта, содержащая одновременно и чип, и магнитную полосу. Выпускается для обеспечения совместимости с платёжными терминалами, не имеющими устройства чтения данных со смарт‑карт. Наиболее часто встречаются гибридные банковские платёжные карты.
Также встречаются карты, содержащие одновременно магнитную полосу, микрочип и чип RFID. Карты с чипом RFID становятся всё более распространёнными.